# 힐즈버러 (그레나다)

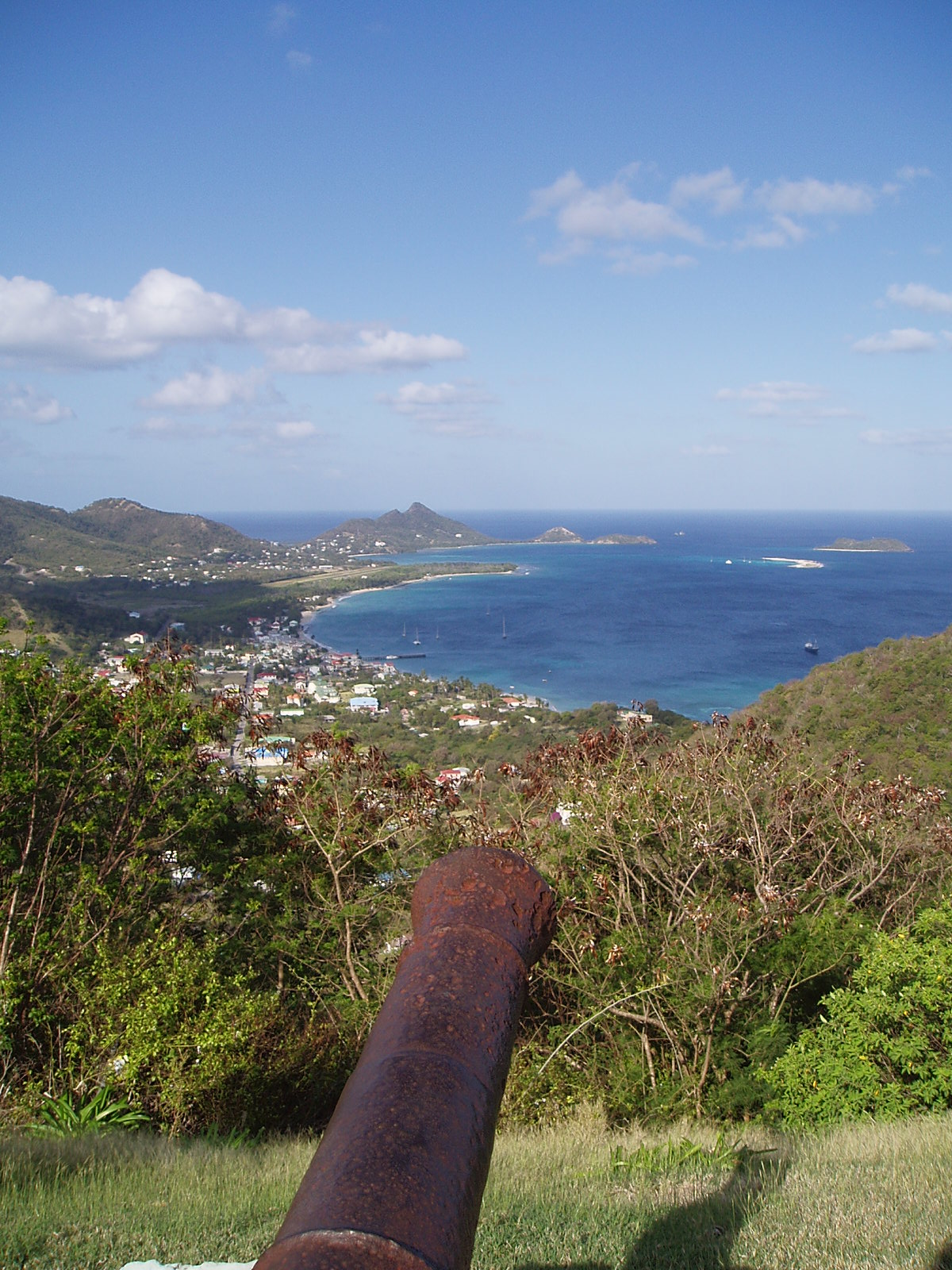
힐즈버러

힐즈버러(영어: Hillsborough)는 그레나다의 도시로 카리아쿠 프티마르티니크의 행정 중심지이며 높이는 6m, 인구는 1,000명(1999년 기준)이다. 카리아쿠섬에 위치하며 주요 산업은 관광업이다.